# Iglesia de Nuestra Señora de Gracia y San José
La iglesia de Nuestra Señora de Gracia y San José, también conocida popularmente como Els Josepets, es un templo católico situado en la plaza de Lesseps, en el distrito de Gracia de Barcelona. De estilo Barroco clasicista, fue construida entre 1658 y 1687 por el fraile carmelita descalzo Josep de la Concepció, nombre religioso de Josep Ferrer, también conocido por el apodo de «el Tracista». Esta obra está inscrita como Bien Cultural de Interés Local (BCIL) en el Inventario del Patrimonio Cultural catalán con el código 08019/3094.

## Historia y descripción

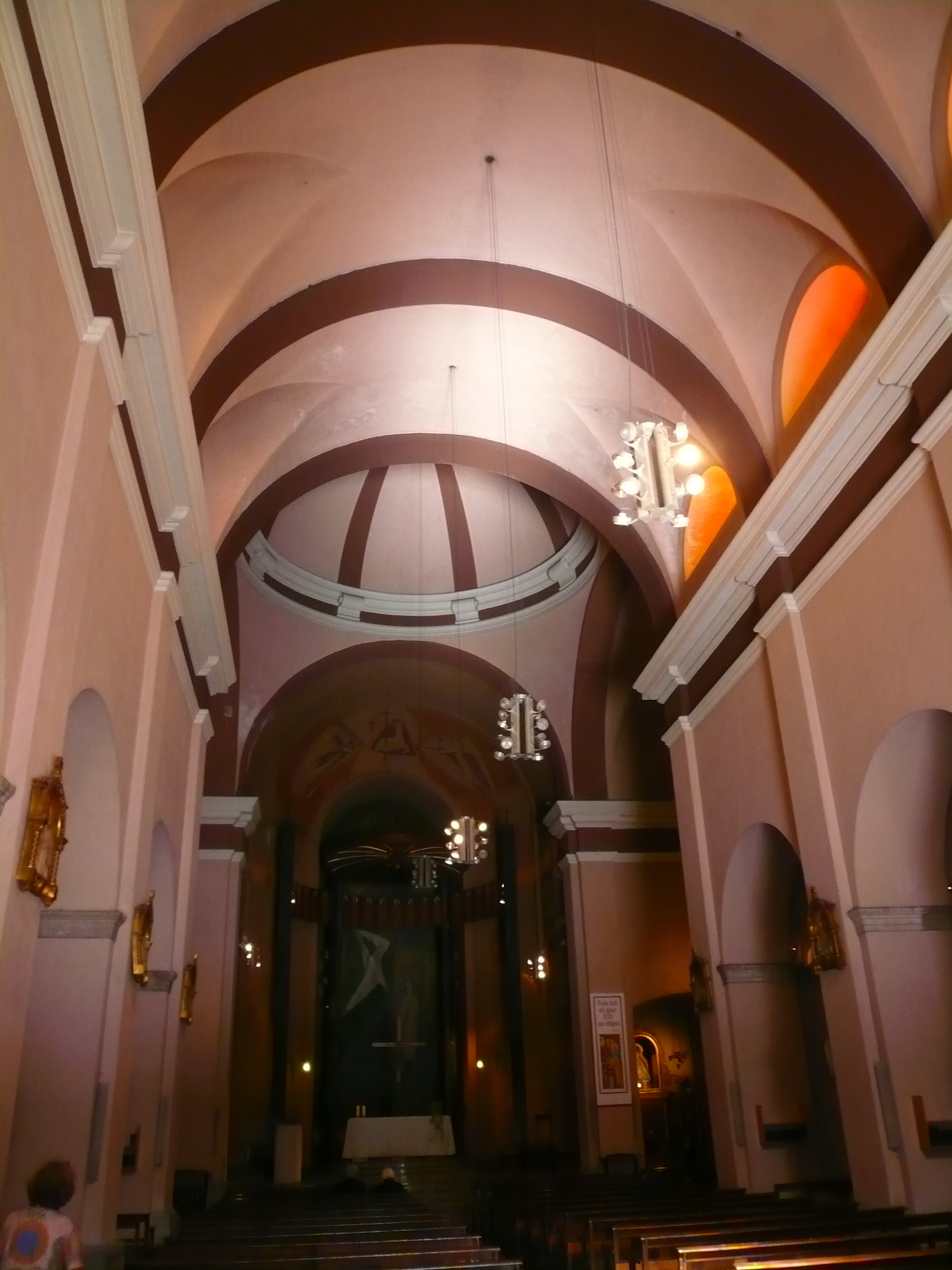
Interior de la iglesia.

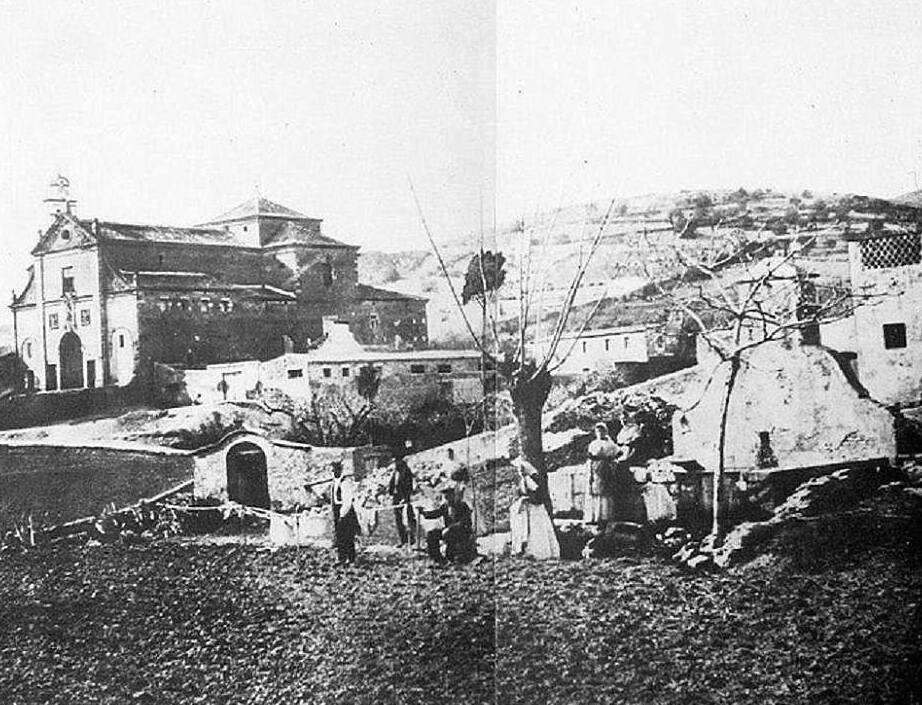
La plaza de Lesseps en 1895, a la izquierda se ve la iglesia.

La orden de los carmelitas descalzos se estableció en 1626 en esta zona del llano de Barcelona, cercana al camino a Sant Cugat, entonces prácticamente despoblada. Entre 1628 y 1630 se construyó el convento, mientras que la iglesia fue erigida entre 1658 y 1687, siendo nombrada bajo la advocación de Nuestra Señora de Gracia, nombre del que procede la denominación de la villa de Gracia, que fue municipio independiente entre 1856 y 1897, hasta que fue incorporado a la ciudad condal como un distrito más. El convento fue desamortizado en 1836, y posteriormente derribado para abrir una plaza en 1890, denominada dels Josepets. La iglesia fue convertida en 1868 en parroquia, momento en el que se añadió la advocación de San José a la de la Virgen de Gracia. En 1960 la plaza de los Josepets se fusionó con la vecina plaza de la Cruz, dando origen a la plaza de Lesseps, así denominada en honor de Ferdinand de Lesseps.
La iglesia tiene nave única de bóveda de cañón con lunetas, nártex bajo el coro, falso transepto y cúpula sin tambor. Tiene capillas intercomunicadas situadas entre los contrafuertes, cubiertas con cúpulas con lucernario. La fachada tiene tres arcos de entrada, frontón, entablamento y un campanario de espadaña perpendicular a la fachada, e incluye un reloj, una vidriera y dos escudos, además de una hornacina con una imagen de la Inmaculada. Este tipo de fachada tripartita con frontón era habitual en las iglesias de esta orden.

## Fondo documental
El CRAI Biblioteca de Reserva de la Universidad de Barcelona conserva, a raíz de la desamortización de los conventos de 1835, los fondos provenientes del Convento de Nuestra Señora de Gracia, que actualmente suman casi 400 ediciones. Asimismo, ha registrado y descrito algún ejemplo de las marcas de propiedad que identificaron el convento a lo largo de su existencia.